# Колісниченко Микола Петрович
Микола Петрович Колісниченко (нар. 7 серпня 1949, селище Нова Маячка, Херсонська область) — український радянський діяч, 2-й секретар Кримського республіканського комітету КПУ, народний депутат України 1-го скликання.

## Біографія
З вересня 1966 року до лютого 1967 року — учень токаря, токар Новокаховського електромашинобудівного заводу, Херсонська область. З березня 1967 року до липня 1972 року — студент Мелітопольського інституту механізації сільського господарства. У 1972 році закінчив Мелітопольський інститут механізації сільського господарства за фахом «механізація сільського господарства», інженер-механік сільського господарства. Член КПРС.
Із серпня 1972 року до вересня 1975 року — механік консервного заводу, завідувач відділення Сімферопольської овоче-баштанної дослідної станції. З вересня 1975 року до вересня 1986 року — інструктор, завідувач організаційного відділу, 2-й секретар Сімферопольського районного комітету Компартії України. У 1985 році закінчив Вищу партійну школу при ЦК Компартії України (м. Київ), політолог.
З вересня 1986 року до жовтня 1990 року — 1-й секретар Білогірського районного комітету Компартії України; голова Білогірської районної Ради народних депутатів.
З 27 жовтня 1990 року до квітня 1991 року — секретар Кримського обласного комітету Компартії України.
З квітня 1991 року до вересня 1991 року — 2-й секретар Кримського республіканського комітету Компартії України.
З вересня 1991 року до грудня 1992 року — член Комісії Верховної Ради України з питань відродження та соціального розвитку села. З лютого 1992 року до квітня 1997 року — голова Правління страхової компанії «Крим-Оранта». Із квітня 1997 року до травня 1998 року — директор Білогірської районної друкарні. Із травня 1998 року до травня 2002 року — голова Постійної комісії Верховної Ради Автономної Республіки Крим з питань раціонального природокористування та земельних питань. Із травня 2002 року до вересня 2005 року — голова Постійної комісії Верховної Ради Автономної Республіки Крим з питань соціальних та охорони здоров'я.
З вересня 2005 року — заступник Голови Ради міністрів Автономної Республіки Крим. З вересня 2009 року до березня 2010 року — перший заступник Голови Ради міністрів Автономної Республіки Крим. З березня до жовтня 2010 року — голова Постійної комісії Верховної Ради Автономної Республіки Крим з питань місцевого самоврядування та адміністративно-територіальних питань. З листопада 2010 року до 16 лютого 2011 року — голова Комісії Верховної Ради Автономної Республіки Крим з питань соціального розвитку села. З 21 грудня 2011 року по лютий 2014 року — голова Тимчасової комісії Верховної Ради Автономної Республіки Крим з питань соціального розвитку села. З 28 лютого 2014 року — голова Комісії Верховної Ради Автономної Республіки Крим з питань соціального розвитку села зі статусом постійної комісії Верховної Ради Автономної Республіки Крим. Член Партії регіонів
Народний депутат України 1-го скликання 1990—1994 років, депутат Верховної Ради Автономної Республіки Крим скликань 1998—2002 років, 2002—2006 років, 2006—2010 років. Із 2010 року — депутат Верховної Ради Автономної Республіки Крим шостого скликання.

## Родина
Одружений, має двох дочок.

## Нагороди і відзнаки
1981 рік — медаль «За трудову відзнаку»
1999 рік — почесне звання «Заслужений працівник агропромислового комплексу Автономної Республіки Крим»
2003 рік — почесне звання «Заслужений працівник соціальної сфери України»
2004 рік — Почесна грамота Верховної Ради України
2006 рік — подяка Голови Верховної Ради Автономної Республіки Крим
2008 рік — орден «За заслуги» III ступеня
2010 рік — відзнака Автономної Республіки Крим «За вірність обов'язку»